# Valdealgorfa
Valdealgorfa ist eine Gemeinde (municipio) mit 580 Einwohnern (Stand: 2024) in der Provinz Teruel in der Autonomen Region Aragón in Spanien. Zur Gemeinde gehört die Wüstung Camarón.

## Lage
Valdealgorfa liegt etwa 115 Kilometer nordöstlich von Teruel in einer Höhe von ca. 510 m.

## Bevölkerungsentwicklung
| Jahr      | 1970 | 1981 | 1991 | 2001 | 2011 | 2021 |
| Einwohner | 1035 | 870  | 829  | 734  | 658  | 589  |

## Sehenswürdigkeiten
- Kirche Mariä Geburt (Iglesia de Natividad de Nuestra Señora)
- Barbarakapelle
- Rathaus

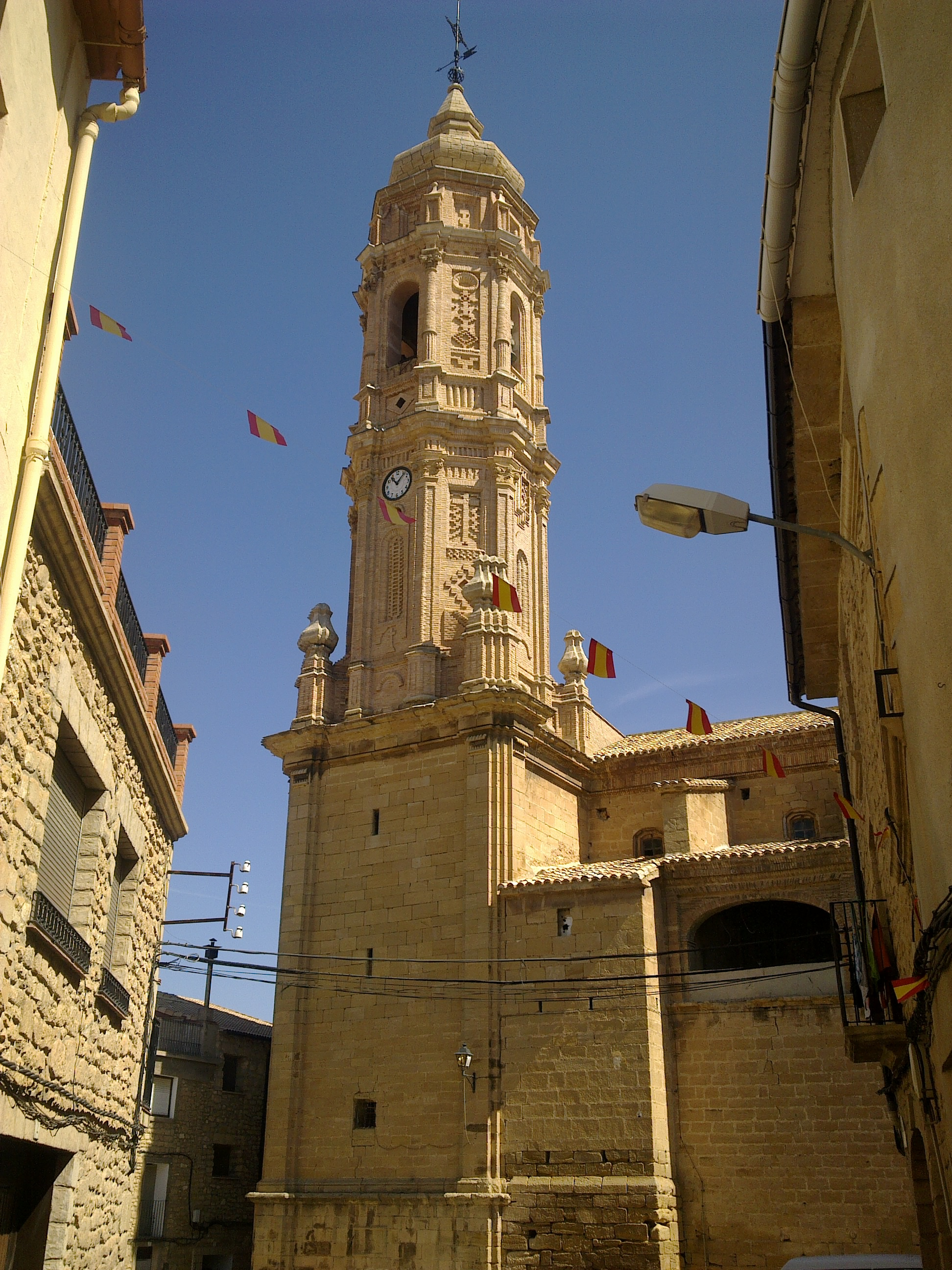
Kirche Mariä Geburt
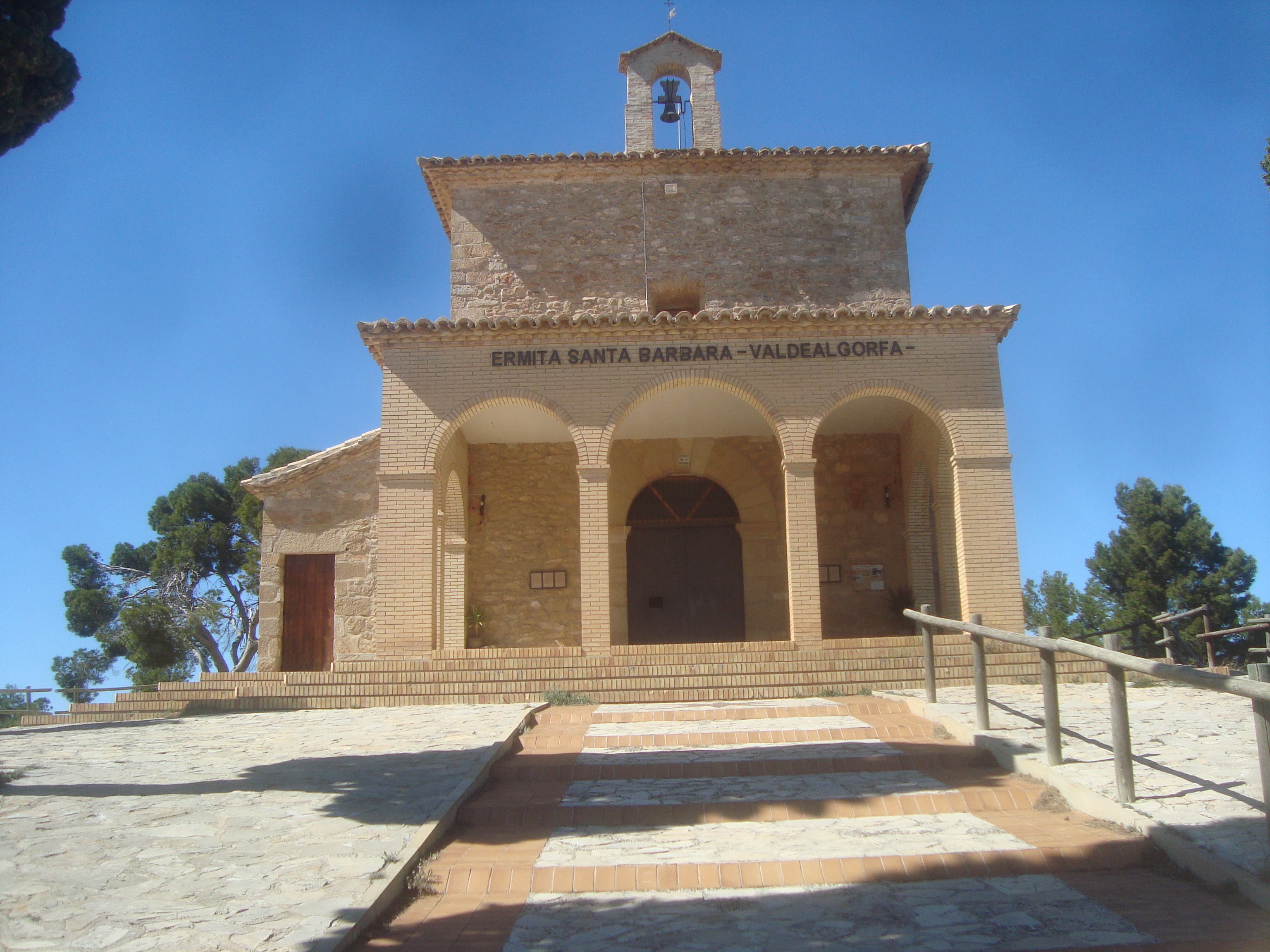
Barbarakapelle

## Persönlichkeiten
- Julián Casanova Ruiz (* 1956), Historiker
- José Pardo Sastrón (1822–1909), Botaniker